# Macareo (figlio di Eolo)
Macareo (in greco antico: Μακαρεύς?, Makareus) o anche Macar (in greco antico: Μάκαρ?, Makar) è un personaggio della mitologia greca.

## Genealogia
Figlio di Eolo e di Enarete, sposò la sorella Canace che lo rese padre di Anfissa.
C'è una certa confusione nelle fonti antiche riguardo alle figure chiamate Eolo e non è quindi chiaro di quale Eolo sia figlio Macareo. Potrebbe essere figlio di Eolo figlio di Poseidone, o di Eolo figlio di Elleno, od ancora di Eolo figlio di Ippote. Nel primo caso, sua madre sarebbe stata Anfitea, mentre nel secondo, Enarete. La sorella Canace è indicata dalla maggior parte delle fonti come figlia di Eolo figlio di Elleno. Il mito dell'incesto, a seconda della leggenda, può essere riferito ad ognuno dei vari Eolo.

## Mitologia
Il mito di Macareo e Canace è contraddittorio in quanto parla dell'uccisione di un loro figlio ma non ne specifica ne il nome ne il sesso, così da una parte esiste una leggenda relativa alla figlia Anfissa adulta e contemporaneamente quella di un neonato ucciso.
Macareo si unì incestuosamente alla sorella Canace e da questa unione nacque Anfissa. La donna cercò di tenere nascosta al padre Eolo la nascita del piccolo, ma mentre usciva per andare a esporlo (tenendolo nascosto sotto delle vesti), un vagito ne rivelò la presenza. Eolo ordinò che la bambina fosse uccisa e fece consegnare una spada alla figlia ordinandole di suicidarsi. Macareo fuggì a Delfi, dove fu fatto sacerdote di Apollo.
Secondo Pausania, Anfissa fu amata da Apollo e di lei esiste una tomba nella città di cui è l'eponima.
Ovidio scrive di un bambino maschio che fu fatto a pezzi da bestie feroci dopo essere stato esposto dal padre dei due amanti (Eolo).